# Guayaramerín

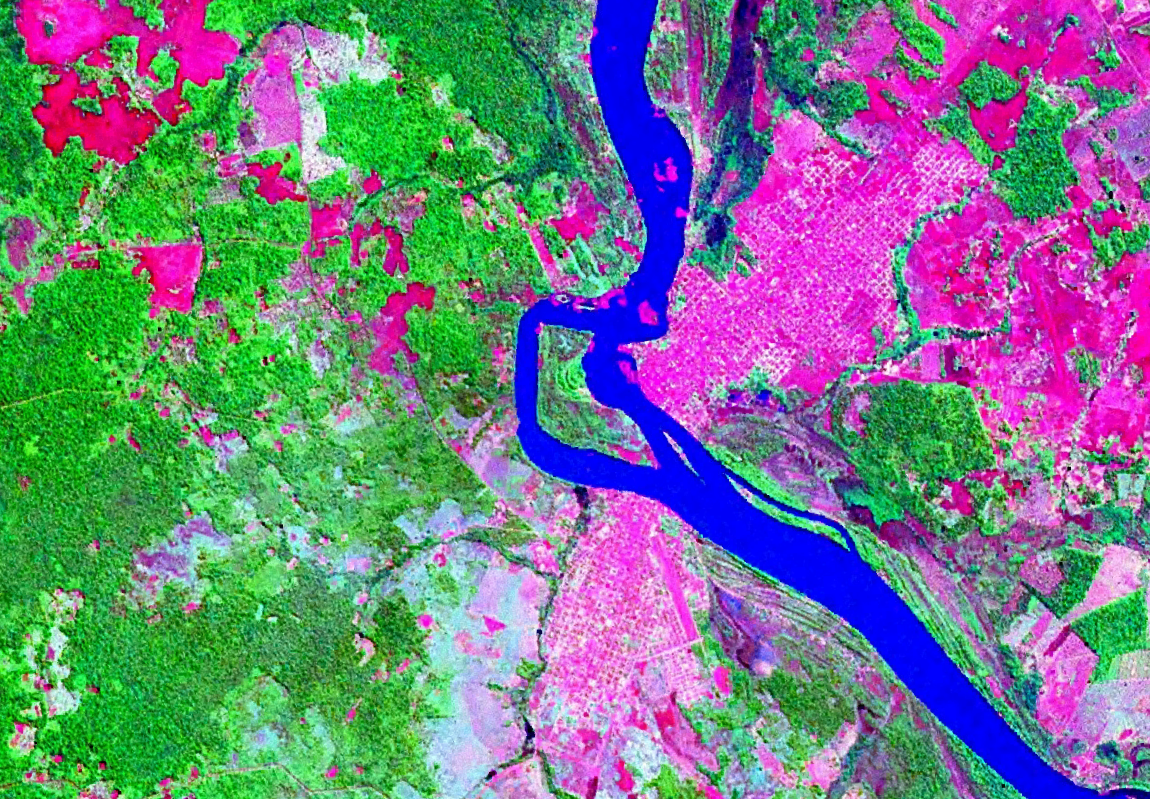
Satellitenbild von Guayaramerin
an der Mündung des Río Guayaramerín
in den Río Mamoré

Guayaramerín ist eine Mittelstadt im Departamento Beni im Tiefland des südamerikanischen Binnenstaates Bolivien.

## Lage im Nahraum
Guayaramerín ist der zentrale Ort des gleichnamigen Kanton Guayaramerín im Municipio Guayaramerín in der Provinz Vaca Díez auf einer Höhe von 133 m am linken Ufer des Río Mamoré gegenüber der brasilianischen Stadt Guajará-Mirim. Durch die Stadt fließt der kleine Fluss Arroyo Las Arenas, der hier bei Guayaramerín von Westen her in den Río Mamoré mündet.

## Geographie
Guayaramerín liegt im bolivianischen Tiefland an der Grenze zur Republik Brasilien. Die Region hat ganzjährig ein tropisch-heißes und feuchtes Klima.
Die Jahresdurchschnittstemperatur beträgt 27,1 °C (siehe Klimadiagramm Riberalta), wobei sich die monatlichen Durchschnittstemperaturen zwischen Juni/Juli mit gut 25 °C und September/Oktober mit gut 28 °C nur wenig unterscheiden. Der Jahresniederschlag beträgt fast 2000 mm und liegt somit mehr als doppelt so hoch wie die Niederschläge in Mitteleuropa. Höchstwerten von knapp 300 mm in den Monaten Dezember bis Februar stehen Niedrigwerte von unter 50 mm im Juni/August gegenüber.

## Verkehrsnetz
Guayaramerín liegt in einer Entfernung von 617 Straßenkilometern nördlich von Trinidad, der Hauptstadt des Departamentos Beni.
Guayaramerín ist Endpunkt der 1631 Kilometer langen Nationalstraße Ruta 9, die im Süden an der Grenze zu Argentinien bei Yacuiba beginnt und über Trinidad und San Ramón nach Guayaramerín führt.
Die Ruta 8 führt von Guayaramerín über Riberalta und Rurrenabaque in Richtung La Paz. Bisher sind nur die 90 Kilometer bis nach Riberalta asphaltiert.

## Bevölkerung
Die Einwohnerzahl der Stadt ist in den vergangenen Jahrzehnten auf fast das Dreifache angestiegen:
| Jahr | Einwohner | Quelle       |
| ---- | --------- | ------------ |
| 1976 | 12.504    | Volkszählung |
| 1992 | 27.706    | Volkszählung |
| 2001 | 33.095    | Volkszählung |
| 2012 | 35.764    | Volkszählung |
| 2024 |           | Volkszählung |